# Kawhi Leonard
Kawhi Anthony Leonard (Aussprache [kəˈwaɪ]; * 29. Juni 1991 in Riverside, Kalifornien) ist ein US-amerikanischer Basketballspieler, der seit 2019 bei den Los Angeles Clippers in der NBA unter Vertrag steht.
Leonard wurde 2011 beim NBA-Draft von den Indiana Pacers ausgewählt und direkt zu den San Antonio Spurs transferiert. Dort wurde er unter anderem mehrfacher NBA All-Star, Defensive Player of the Year, Finals MVP sowie NBA-Champion 2014.
Im Sommer 2018 wurde Leonard zu den Toronto Raptors transferiert, wo er eine Saison lang spielte. Mit dem Team aus Kanada gewann Leonard in der Saison 2018/19 erneut die NBA-Meisterschaft, die erste in der Geschichte der Franchise. Nach Ablauf der Spielzeit entschloss Leonard, sich den Los Angeles Clippers anzuschließen.
Leonard wird bei einer Größe von 2,01 Metern meist auf der Small-Forward-Position eingesetzt. Er ist neben seiner exzellenten Defense auch ein starker Scorer und wird heute zu den besten Spielern der Welt gezählt.

## Highschool- und Collegezeit
Leonard spielte während seiner Schulzeit Basketball an der Martin Luther King High School in seinem Geburtsort Riverside im US-Bundesstaat Kalifornien. Am 18. Januar 2008 wurde Leonards Vater in der von ihm betriebenen Autowaschanlage in Compton erschossen. Leonard entschied sich dennoch dafür, am nächsten Tag in einem Match für seine High School zu spielen. Nach der Begegnung erlebte er noch am Spielort in der Sporthalle einen emotionalen Zusammenbruch. Im Oktober 2008 gab er seine Entscheidung bekannt, ein Stipendiumsangebot der San Diego State University anzunehmen. 2009 wurde er zudem zum „California Mr. Basketball“ gewählt, nachdem er in der Saison 2008/09 durchschnittlich 22,6 Punkte, 13,1 Rebounds, 3,9 Assists und 3 Blocks pro Spiel aufgelegt hatte.
Nach der Highschool entschied sich Leonard für die San Diego State University (SDSU), für die er ab der Saison 2009/10 spielte. In seiner Freshman-Saison erzielte er pro Spiel durchschnittlich 12,7 Punkte und holte 9,9 Rebounds. Mit den Aztecs schied er beim NCAA-Division-I-Basketball-Championship-Turnier in der ersten Runde gegen die University of Tennessee aus. In seiner Sophomore-Saison steigerten sich Leonards Statistiken auf im Schnitt 15,7 Punkte und 10,4 Rebounds pro Spiel und er erreichte mit seinem Team die Sweet Sixteen des NCAA-Turniers. Dort schied man jedoch gegen den späteren Meister, die University of Connecticut, aus. Anfang 2020 teilte die SDSU mit, dass Leonards damalige Trikotnummer 15 nicht mehr vergeben wird. Diese Ehre hatte an der SDSU noch kein Spieler erhalten.

## NBA

### Saison 2011/12
Beim NBA-Draft 2011 wurde Leonard an 15. Stelle von den Indiana Pacers ausgewählt, jedoch kurz darauf zu den San Antonio Spurs getauscht. Im Gegenzug wechselte unter anderem George Hill nach Indiana. Nachdem Manu Ginobili mit einer gebrochenen Hand zu Beginn der Saison ausgefallen war, wurde Leonard dessen Platz in der Anfangsaufstellung übertragen. Seine Rookie-Saison beendete Leonard mit im Durchschnitt 8,9 Punkten, 6,2 Rebounds und 0,5 Assists pro Spiel. Bei der Wahl zum NBA Rookie of the Year Award erreichte Kawhi den vierten Platz hinter Kenneth Faried, Ricky Rubio und dem Gewinner Kyrie Irving.

### Saison 2012/13
Am 3. November 2012 gelang ihm gegen Utah Jazz mit fünf Körben bei fünf Würfen aus dem Feld, einem Dreipunktwurf bei einem Versuch und 2-von-2 von der Freiwurflinie ein „perfektes Spiel“ ohne Fehlwurf. Damit wurde er nach Danny Green, der am 23. April 2012 ohne Fehlversuch blieb (6-von-6 aus dem Feld, 2 von 2 Freiwürfen), der zweite Spieler der Spurs, dem dies gelang. 2013 erreichte er mit den Texanern die NBA-Finalserie, jedoch unterlag man den Miami Heat.

### Saison 2013/14
In der Endspielserie der Saison 2013/14 traf er mit seinen San Antonio Spurs wieder auf Miami, das diesmal mit 4:1-Siegen bezwungen wurde. Leonard leistete dabei einen großen Beitrag zur fünften NBA-Meisterschaft der Spurs und wurde nach dem Spiel zum MVP der Finalserie gekürt. Er wurde damit der drittjüngste Spieler, der jemals diese Auszeichnung erhielt (lediglich Tim Duncan und Magic Johnson hatten in jüngerem Alter diese Auszeichnung gewinnen können).

### Saison 2014/15
Am 23. April 2015 wurde bekanntgegeben, dass Leonard als bester Verteidiger der NBA-Saison 2014/15 ausgezeichnet wurde. Er führte die Statistik der Liga mit 2,3 Steals pro Spiel an und war damit nach Michael Jordan und Hakeem Olajuwon der erst dritte Spieler in der NBA-Geschichte, der im Laufe seiner Karriere sowohl als bester Spieler einer Finalserie als auch als Verteidiger des Jahres ausgezeichnet wurde.

### Saison 2015/16
Im Juli 2015 verlängerte Leonard seinen auslaufenden Vertrag bei den Spurs um fünf Jahre, das Arbeitspapier sicherte ihm ein Gehalt von insgesamt 90 Millionen US-Dollar. Im Jahre 2016 wurde er erstmals in seiner Karriere in das NBA All-Star Game als Starter für die Western Conference berufen. Leonard spielte eine überragende Saison für die Spurs und erzielte in nahezu allen Kategorien Karrierebestwerte. Er wurde zudem zum zweiten Mal in Folge als Verteidiger des Jahres ausgezeichnet. Bei der Wahl zum wertvollsten Spieler der Saison 2016 landete Leonard hinter Stephen Curry auf dem zweiten Platz.

### Saison 2016/17
Ein Jahr später wurde er bei der MVP-Wahl Dritter hinter Russell Westbrook und James Harden; bei der Wahl des Verteidiger des Jahres wurde er ebenfalls Dritter (hinter Draymond Green und Rudy Gobert). Darüber hinaus wurde er ins All-NBA-First-Team sowie ins NBA-All-Defensive-First-Team gewählt. In den Playoffs unterlagen seine Spurs dennoch in der Conference-Finalserie den Golden State Warriors.

### Saison 2017/18
Im darauffolgenden Spieljahr absolvierte Leonard aufgrund einer Schulterverletzung und einer anschließenden langen Wiederaufbauphase nur neun Saisonspiele. In dieser Zeit kam es zwischen Leonard und der texanischen Mannschaft zu Unstimmigkeiten, die damit endeten, dass Leonard seinen Willen zum Vereinswechsel ausdrückte.

### Saison 2018/19
Am 18. Juli 2018 wurde er zusammen mit Danny Green im Tausch gegen DeMar DeRozan und Jakob Pöltl zu den Toronto Raptors transferiert. Mit den Raptors zog Leonard im Spieljahr 2018/19 erstmals in der Mannschaftsgeschichte in die NBA-Finalserie ein, wo man den amtierenden Meister Golden State Warriors mit 4:2-Siegen bezwang. Leonard wurde nach 2014 zum zweiten Mal als wertvollster Spieler (MVP) der Finalserie ausgezeichnet. Er wurde damit der erste Spieler, der sowohl in der Western- als auch in der Eastern-Conference sowohl den NBA-Meistertitel als auch die Auszeichnung des besten Spieler der Finalserie gewann. Leonard kam in der Meistersaison auf Mittelwerte von 26,6 Punkten und 7,3 Rebounds für die Kanadier, zudem bereitete er statistisch gesehen je Begegnung 3,3 Korberfolge seiner Nebenleute vor.

### Saison 2019/20
Am 6. Juli 2019 entschied sich Leonard, einen Vertrag bei den Los Angeles Clippers zu unterschreiben und damit in seinen Heimatbundesstaat zurückzukehren.
Für dieses Team bestritt er am 18. Januar 2020 sein insgesamt 500. NBA-Spiel. Die Clippers konnten mit 133:130 gegen die New Orleans Pelicans gewinnen. Leonard steuerte 39 Punkte zum Sieg bei.

Obwohl Leonard seit Jahren als einer der besten Spieler der NBA galt, gelang ihm erst am 24. Januar 2020 beim Sieg gegen die Miami Heat sein erstes Triple-Double (33 Punkte, 10 Rebounds, 10 Assists). Beim All-Star-Game der Saison, das am 16. Februar 2020 in Chicago stattfand, gehörte Leonard zur Startaufstellung des siegreichen Teams um LeBron James. Mit 30 Zählern konnte er die meisten Punkte des Spiels erzielen und wurde zum wertvollsten Spieler (MVP) des All-Star-Games bestimmt. Er wurde damit zum ersten Titelträger des zu Ehren des verstorbenen Kobe Bryant neubenannten NBA All-Star Game Kobe Bryant Most Valuable Player Award.

### Saison 2023/24
Am 10. Januar 2024 verlängerte Leonard seinen Vertrag bei den Los Angeles Clippers um weitere drei Jahre bis 2027.

## Erfolge
- 2× NBA-Meister: 2014, 2019
  - 2× NBA Finals MVP: 2014, 2019
- 6× NBA All-Star: 2016, 2017, 2019, 2020, 2021, 2024
  - 1× All-Star-Game MVP: 2020
- 2× NBA Defensive Player of the Year: 2015, 2016
- 3× All-NBA First Team: 2016, 2017, 2021
  - 2× All-NBA Second Team: 2019, 2020
- 3× NBA All-Defensive First Team: 2015, 2016, 2017
  - 4× NBA All-Defensive Second Team: 2014, 2019, 2020, 2021
- NBA All-Rookie First Team: 2012
- NBA 75th Anniversary Team

## NBA-Statistiken

### Regular Season
| Saison   | Team           | GP  | GS  | MPG  | FG % | 3P % | FT % | RPG | APG | SPG | BPG | PPG  |
| -------- | -------------- | --- | --- | ---- | ---- | ---- | ---- | --- | --- | --- | --- | ---- |
| 2011–12  | San Antonio    | 64  | 39  | 24.0 | .493 | .376 | .773 | 5.1 | 1.1 | 1.3 | 0.4 | 7.9  |
| 2012–13  | San Antonio    | 58  | 57  | 31.2 | .494 | .374 | .825 | 6.0 | 1.6 | 1.7 | 0.6 | 11.9 |
| 2013–14  | San Antonio    | 66  | 65  | 29.1 | .522 | .379 | .802 | 6.2 | 2.0 | 1.7 | 0.8 | 12.8 |
| 2014–15  | San Antonio    | 64  | 64  | 31.8 | .479 | .349 | .802 | 7.2 | 2.5 | 2.3 | 0.8 | 16.5 |
| 2015–16  | San Antonio    | 72  | 72  | 33.1 | .506 | .443 | .874 | 6.8 | 2.6 | 1.8 | 1.0 | 21.2 |
| 2016–17  | San Antonio    | 74  | 74  | 33.4 | .485 | .381 | .880 | 5.8 | 3.5 | 1.8 | 0.7 | 25.5 |
| 2017–18  | San Antonio    | 9   | 9   | 23.3 | .468 | .314 | .816 | 4.7 | 2.3 | 2.0 | 1.0 | 16.2 |
| 2018–19  | Toronto        | 60  | 60  | 34.0 | .496 | .371 | .854 | 7.3 | 3.3 | 1.8 | 0.4 | 26.6 |
| 2019–20  | L. A. Clippers | 57  | 57  | 32.4 | .470 | .378 | .886 | 7.1 | 4.9 | 1.8 | 0.6 | 27.1 |
| 2020–21  | L. A. Clippers | 52  | 52  | 34.1 | .512 | .398 | .885 | 6.5 | 5.2 | 1.6 | 0.4 | 24.8 |
| 2022–23  | L. A. Clippers | 52  | 50  | 33.6 | .512 | .416 | .871 | 6.5 | 3.9 | 1.4 | 0.5 | 23.8 |
| 2023–24  | L. A. Clippers | 68  | 68  | 34.3 | .525 | .417 | .885 | 6.1 | 3.6 | 1.6 | 0.9 | 23.7 |
| Gesamt   | Gesamt         | 696 | 667 | 31.8 | .499 | .391 | .862 | 6.4 | 3.0 | 1.7 | 0.7 | 20.0 |
| All-Star | All-Star       | 6   | 5   | 18.2 | .524 | .395 | —    | 5.2 | 3.3 | 1.0 | 0.2 | 13.8 |

### Playoffs
| Saison  | Team           | GP  | GS  | MPG  | FG % | 3P % | FT % | RPG | APG | SPG | BPG | PPG  |
| ------- | -------------- | --- | --- | ---- | ---- | ---- | ---- | --- | --- | --- | --- | ---- |
| 2011–12 | San Antonio    | 14  | 14  | 27.1 | .500 | .450 | .813 | 5.9 | 0.6 | 1.2 | 0.4 | 8.6  |
| 2012–13 | San Antonio    | 21  | 21  | 36.9 | .545 | .390 | .633 | 9.0 | 1.0 | 1.8 | 0.5 | 13.5 |
| 2013–14 | San Antonio    | 23  | 23  | 32.0 | .510 | .419 | .736 | 6.7 | 1.7 | 1.7 | 0.6 | 14.3 |
| 2014–15 | San Antonio    | 7   | 7   | 35.8 | .477 | .423 | .771 | 7.4 | 2.6 | 1.1 | 0.6 | 20.3 |
| 2015–16 | San Antonio    | 10  | 10  | 33.9 | .500 | .436 | .824 | 6.3 | 2.8 | 2.6 | 1.4 | 22.5 |
| 2016–17 | San Antonio    | 12  | 12  | 35.8 | .525 | .455 | .931 | 7.8 | 4.6 | 1.7 | 0.5 | 27.7 |
| 2018–19 | Toronto        | 23  | 23  | 39.0 | .492 | .386 | .885 | 9.2 | 4.0 | 1.7 | 0.7 | 30.9 |
| 2019–20 | L. A. Clippers | 13  | 13  | 39.3 | .489 | .329 | .862 | 9.3 | 5.5 | 2.3 | 0.8 | 28.2 |
| 2020–21 | L. A. Clippers | 11  | 11  | 39.3 | .573 | .393 | .880 | 7.7 | 4.4 | 2.1 | 0.8 | 30.4 |
| 2022–23 | L. A. Clippers | 2   | 2   | 40.2 | .545 | .600 | .882 | 6.5 | 6.0 | 2.0 | 0.5 | 34.5 |
| 2023–24 | L. A. Clippers | 2   | 2   | 29.7 | .458 | .000 | .667 | 8.0 | 2.0 | 2.0 | 0.5 | 12.0 |
| Gesamt  | Gesamt         | 139 | 139 | 35.5 | .511 | .399 | .844 | 7.8 | 2.9 | 1.8 | 0.7 | 21.3 |

## Sonstiges
Kawhi Leonard unterhält keinen laufenden Account in den sozialen Medien. Sein letzter Eintrag auf Twitter datiert vom Jahr 2015.